# Yomira Pinzón
Yomira Tibisay Pinzón Ríos (nacida el 23 de agosto de 1996) es una futbolista panameña que juega como defensa en el  Santa Fe FC de la Liga de Fútbol Femenino de Panamá.

## Trayectoria

### SD Atlético Nacional
En 2017 debutó con el club en la Liga de Fútbol Femenino ganando el torneo del 2017. Estuvo con el club hasta el 2018.

### Tauro FC
El 19 de marzo de 2019 fue anunciado como nueva jugadora del Tauro FC. Disputó con el club el Torneo Clausura 2019.

### CD Pozoalbense
El 7 de julio de 2019 fue anunciado como nuevo jugador del CD Pozoalbense. Disputó con el club la Segunda División Femenina de España 2019-20 en donde jugó 10 partidos.

### SD Atlético Nacional
En el 2020 regreso a la SD Atlético Nacional saliendo campeona del Torneo  LFF Edición 2020.

### Arenal Coronado
A inicio del 2021 fue anunciada como nueva jugadora del Arenal Coronado. Disputó el Torneo Apertura 2021.

### Deportivo Saprissa
El 5 de agosto de 2021 fue anunciada como nueva jugadora del Deportivo Saprissa. Disputó el Torneo Clausura 2021 quedando subcampeona, el Torneo Apertura 2022 también quedando subcampeona, el Torneo Clausura 2022 llegando hasta las semifinales, el 21 de noviembre de 2022 fue anunciado su renovación con el club para la temporada 2023. El 2 de septiembre de 2023 fue anunciada su despedida del club.

### Tauro FC
El 2 de septiembre de 2023 fue anunciado su regreso al Tauro FC para disputar la Copa Interclubes de la Uncaf Femenino 2023.

### Mario Méndez FC
El 18 de enero de 2024 fue anunciada como nueva jugadora del Mario Méndez FC.

### Club Ñañas
El 1 de abril de 2024 fue anunciada como nueva jugadora del Club Ñañas.

### Santa Fe FC
El 8 de agosto de 2024 fue anunciada como nueva jugadora del Santa Fe FC. Debutó con el club el 10 de agosto de 2024 en la victoria 3 a 0 contra el Chorrillo FC.

## Selección nacional

### Categorías inferiores
Formó parte de la selección sub-17 de Panamá que disputó el Campeonato Femenino Sub-17 de la Concacaf de 2012 disputada en Guatemala.

### Selección absoluta
Disputó con la selección los XI Juegos Deportivos Centroamericanos disputada en Nicaragua, la Copa de Oro Femenina de la Concacaf de 2018 disputada en Estados Unidos, También disputó el Campeonato Femenino de la Concacaf de 2022. Disputó con la selección absoluta la Copa Mundial Femenina de Fútbol de 2023 marcando un gol contra Francia.

### Goles internacionales
| Goles internacionales | Goles internacionales | Goles internacionales                                    | Goles internacionales | Goles internacionales | Goles internacionales | Goles internacionales                   |
| N.º                   | Fecha                 | Lugar                                                    | Rival                 | Marcador              | Resultado             | Competición                             |
| --------------------- | --------------------- | -------------------------------------------------------- | --------------------- | --------------------- | --------------------- | --------------------------------------- |
| 1                     | 27 de agosto de 2018  | IMG Soccer Stadium, Bradenton, Estados Unidos            | Nicaragua             | 2–0                   | 4–0                   | Copa de Oro Femenino 2018               |
| 2                     | 19 de febrero de 2021 | Estadio Pinula Contreras, Ciudad de Guatemala, Guatemala | Guatemala             | 0–2                   | 0–3                   | Amistoso                                |
| 3                     | 17 de febrero de 2022 | Estadio Rommel Fernández, Ciudad de Panamá, Panamá       | Barbados              | 1–0                   | 5–0                   | Preliminar del Campeonato Femenino 2022 |
| 4                     | 20 de febrero de 2022 | Estadio Cuscatlán, San Salvador, El Salvador             | Belice                | 0–1                   | 0–8                   | Preliminar del Campeonato Femenino 2022 |
| 5                     | 2 de agosto de 2023   | Sydney Football Stadium, Sídney, Australia               | Francia               | 2–5                   | 3–6                   | Copa Mundial Femenina de 2023           |

## Clubes
| Club                 | País       | Año         |
| -------------------- | ---------- | ----------- |
| SD Atlético Nacional | Panamá     | 2017 - 2018 |
| Tauro FC             | Panamá     | 2019        |
| CD Pozoalbense       | España     | 2019 - 2020 |
| SD Atlético Nacional | Panamá     | 2020        |
| Arenal Coronado      | Costa Rica | 2021        |
| Deportivo Saprissa   | Costa Rica | 2021 - 2023 |
| Tauro FC             | Panamá     | 2023        |
| Mario Méndez FC      | Panamá     | 2024        |
| Club Ñañas           | Ecuador    | 2024        |
| Santa Fe FC          | Panamá     | 2024 - Act. |

## Palmarés

### Títulos nacionales
| Título           | Club                 | País   | Año  |
| ---------------- | -------------------- | ------ | ---- |
| Primera División | SD Atlético Nacional | Panamá | 2017 |
| Primera División | SD Atlético Nacional | Panamá | 2020 |